# Balazé
Balazé (en galó Balazæ) es una localidad y comuna francesa en la región administrativa de Bretaña, en el departamento de Ille y Vilaine y distrito de Rennes. 

## Toponimia
Balazé viene del nombre galorromano Ballatius. En el pasado ha tenido otros nombres, en 1116 «Ecclesia de Balazé», «Ecclesia de Balazeio» en el siglo XIV, « Balazeum » en el siglo XVI y «Balazé» a partir de 1594.

## Geografía

### Situación
El municipio se encuentra en la región de Marches en la Alta Bretaña, frente al Maine y a la antigua provincia de Anjou. Está a tan solo 4 kilómetros de la ciudad medieval de Vitré y bordea la carretera secundaria que lleva a Fougères. Por Balazé transcurren tres ríos, Cantache, Pérouse y Rabeau. Forma parte del área de influencia de Vitré ya que esta ciudad recibe una importante masa de trabajadores desde Belazé.

### Demografía
En 1999, Balazé contaba con 1914 habitantes (988 hombres y 926 mujeres), y con una densidad de población de 52 habitantes por km². La evolución de la población ha mantenido una fuerte subida en relación con el último censo de población. En nueve años, desde 1990, el municipio ha crecido en 203 habitantes. En veinticuatro años, desde 1975, el municipio ganó 542 habitantes. La población está estimada en 2.152 habitantes en 2007. 
En el curso de los años noventa, el excedente natural contribuyó a la subida de la población. En los dos últimos censos de población se registraron 267 nacimientos frente a 113 defunciones en el municipio; el excedente natural asciende pues a 154 personas. Por otro lado, el excedente de las entradas sobre las salidas de población es de 49 personas.
Los 602 jóvenes de menos de 20 años representan al 31,5% de la población mientras que esta proporción es del 25,2 % en el departamento. Al contrario, las 84 personas que tienen 75 años o más representan el 4,4 % de la población siendo la de Illy y Vilaine del 7%.
De los 1914 habitantes del municipio, la población activa era de 911 personas: 516 hombres y 395 mujeres. En el momento del censo de población, 30 de estos activos buscaban empleo y 878 trabajaban. Entre estas personas que tienen empleo, 194 trabajan en cuenta propia o ayudan a su esposo/a; las 684 restantes son asalariadas. Una pequeña minoría de estos activos ejerce en el municipio; 612 personas van a trabajar fuera.
| 1269 | 1268 | 1372 | 1512 | 1711 | 1914 |
| Para los censos de 1962 a 1999 la población legal corresponde a la población sin duplicidades (Fuente: INSEE [Consultar]) |      |      |      |      |      |

## Monumentos
- Castillo de Châtelet (siglos XVII-XIX)
- Iglesia de Saint-Martin (siglos XV-XVI-XVII-XIX-XX)
- Chapelle Saint-Joseph (1875-1876
- Capilla de Laurent des Rougerayes.
- Capilla de la Corbinaye
- Antigui presbiterio (1769-XIX)